# مقاطعة طارنت

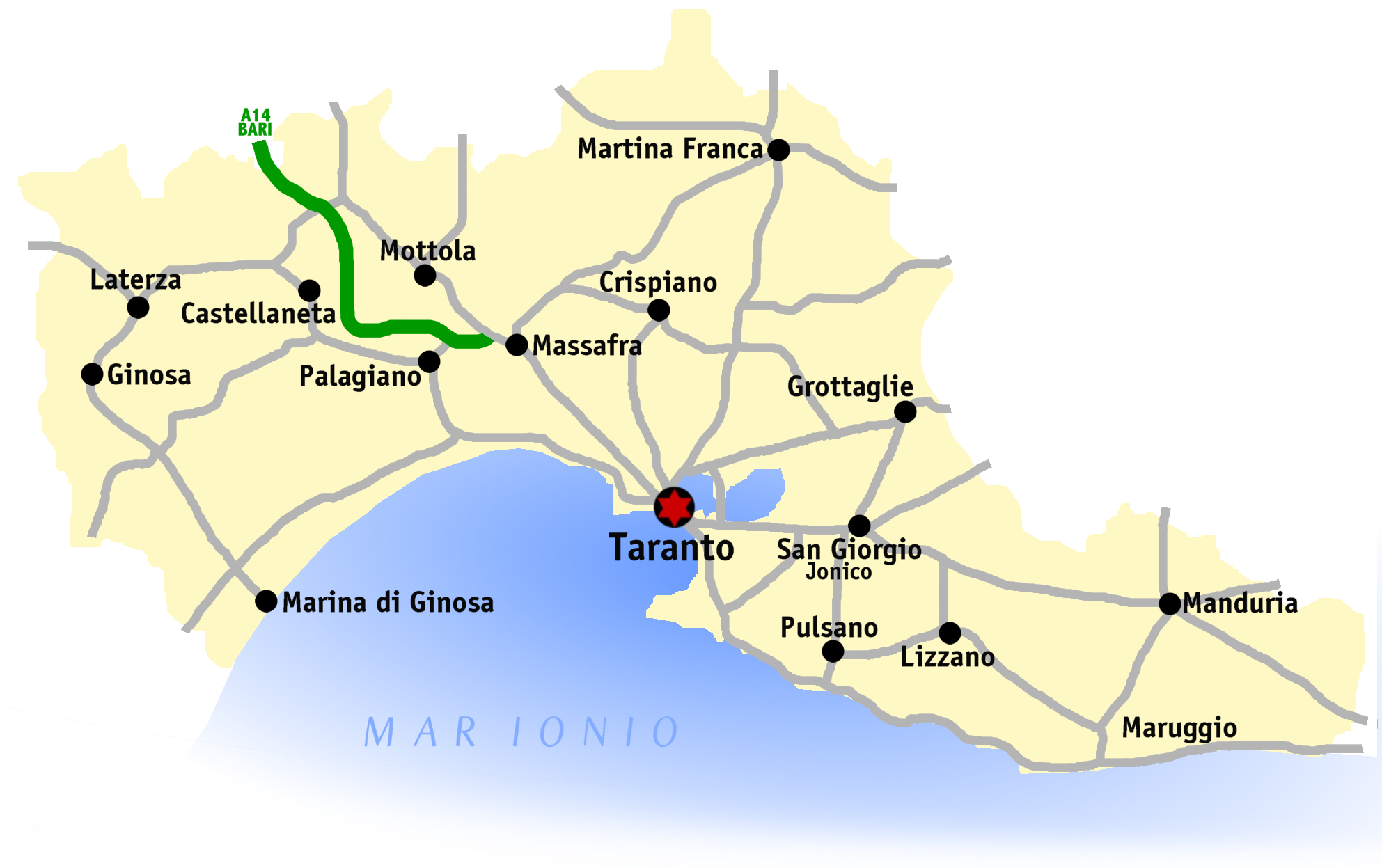
خريطة مقاطعة تارانتو

 مقاطعة طارنت أو تارانتو (بالإيطالية: Provincia di Taranto)‏، مقاطعة جنوب شرق إيطاليا في إقليم بوليا عاصمتها مدينة طارنت، عدد سكانها 580.588 نسمة ومساحتها 2437 كيلومتر مربع وعدد بلدياتها 29.
مطلة على البحر الأيوني عند خليج طارنت، يحدها غربا إقليم بازيليكاتا عند مقاطعة ماتيرا، وشمالا مقاطعة باري، وشرقا مقاطعة برينديزي، ومن جهة الجنوب الشرقي مقاطعة لتشه.
أقتصاد المقاطعة يعتمد على الزراعة وصيد الأسماك والصناعة في مجالات الأغدية والنسيج والكيماويات والأخشاب والخزف والزجاج.

## أهم المدن
- Taranto طارنت - 199.012 نسمة.
- Martina Franca مارتينا فرانكا - 49.095 نسمة.
- Grottaglie غروتاليي - 32.460 نسمة.
- Manduria ماندوريا - 31.771 نسمة.
- Massafra ماسافرا - 31.242 نسمة.